# كرايغ شورت
كرايغ شورت (بالإنجليزية: Craig Short)‏ (25 يونيو 1968 في المملكة المتحدة - ) هو مدرب كرة قدم ولاعب كرة قدم بريطاني في مركز الدفاع. لعب مع بلاكبيرن روفرز وديربي كاونتي وشيفيلد يونايتد ونادي إيفرتون ونادي فيرينتسفاروشي ونوتس كاونتي ونادي سكاربورو.

## وصلات خارجية
- كرايغ شورت على موقع قاعدة بيانات كرة القدم.إي يو (الإنجليزية)
- كرايغ شورت على موقع Soccerbase.com (لاعب) (الإنجليزية)
- كرايغ شورت على موقع Soccerway.com (الإنجليزية)
- كرايغ شورت على موقع عالم كرة القدم.نت (الإنجليزية)